# 松茂町立松茂小学校
松茂町立松茂小学校（まつしげちょうりつ まつしげしょうがっこう）は、徳島県板野郡松茂町住吉字住吉開拓にある公立小学校。

## 沿革
（沿革節の主要な出典は公式サイト）
- 1874年（明治7年） : 笹木野小学校を創立。
- 1887年 : 笹木野尋常小学校と校名改称。
- 1889年 : 松茂村笹木野尋常小学校と校名改称。
- 1894年 : 松茂高等小学校を創立。
- 1909年 : 松茂尋常高等小学校と校名改称。
- 1928年（昭和3年） : 高等科を廃し、松茂尋常小学校と校名改称。
- 1941年 : 松茂国民学校と改称。
- 1947年 : 松茂小学校と改称。
- 1954年 : 校歌制定。
- 1959年 : 現在地へ移転。学校完全給食実施。
- 1965年 : プール完成。
- 1972年 : 現三階建防音校舎（南棟）完成。
- 1976年 : 現体育館兼講堂完成。
- 1977年 : 現四階建防音校舎（北棟）増築。
- 1992年（平成4年） : 新プール完成。
- 2008年 : 校舎耐震改修工事。
- 2009年 : 体育館耐震改修工事。

## 校歌
- 作詞: 宮本村雄
- 作曲: 近藤哲司郎

## 関連学校
- 松茂町立松茂中学校

## 通学区域が隣接している学校
- 松茂町立長原小学校
- 徳島市川内北小学校
- 北島町立北島小学校
- 北島町立北島北小学校
- 松茂町立喜来小学校
- 鳴門市第一小学校
- 鳴門市里浦小学校